# Brion Rush
Lonniel Brion Rush, (nacido el 15 de noviembre de 1984 en Shreveport, Luisiana) es un jugador de baloncesto estadounidense con pasaporte de Montenegro. Con 1.86 de estatura, su puesto natural en la cancha es el de escolta. Actualmente juega en el Crailsheim Merlins de la Basketball Bundesliga.

## College
Se formó en el Huntington High School. Después paso a la Universidad Estatal de Grambling, donde estuvo desde 2002 hasta 2006, siendo uno de los mejores jugadores del equipo. En sus cuatro años con los Tigers, promedió 19.5 puntos, 5.2 rebotes, 2.8 asistencias y 1.8 robos en 105 partidos jugados. Estuvieron por segunda vez en su historia en el torneo de la NCAA, cosa que no hacían desde 1980 y les invitaron al National Invitation Tournament (NIT), aunque fueron eliminados en primera ronda.
En su primer año fue elegido Rookie de la Southwestern Athletic Conference y en el segundo quinteto de la conferencia. En 2004 y 2005 fue elegido en el mejor quinteto de la conferencia.
En su último año en 2006, fue elegido Jugador del Año de la Southwestern Athletic Conference, sucediendo a Obie Trotter y en el mejor quinteto de la conferencia por tercera vez.